# Mietspiegel
In Deutschland ist der Mietspiegel eine der gesetzlich vorgesehenen Möglichkeiten für die Ermittlung der ortsüblichen Vergleichsmiete (§ 558 BGB) im frei finanzierten Wohnungsbau. Er dient als Begründungsmittel für Mieterhöhungen und wird von Städten (selten von größeren Gemeinden) in Zusammenarbeit mit einschlägigen Interessengruppen (das sind Mieter- und Vermieterverbände) aufgestellt. Der Mietspiegel bezieht sich räumlich auf die jeweilige Stadt oder Gemeinde. Unterschieden wird zwischen einfachem und qualifiziertem Mietspiegel. Es gibt derzeit noch keine Verpflichtung, einen Mietspiegel aufzustellen, deshalb gibt es nicht für jede Gemeinde eine solche Übersicht. Gemeinden mit mehr als 50.000 Einwohnern müssen zum 1. Januar 2023 einen einfachen Mietspiegel oder zum 1. Januar 2024 einen qualifizierten Mietspiegel erstellen (§ 558c Abs. 3 Satz 2 BGB).

## Entstehungsgeschichte des Mietspiegels
Der Mietspiegel wurde als Begründungsmittel im Mieterhöhungsverfahren eingeführt, nachdem es zur Kritik am 1. Wohnraumkündigungsschutzgesetz gekommen war. Ziel war es, den Rechtsbegriff der „ortsüblichen Vergleichsmiete“ zu konkretisieren. Das Schrifttum war damals insbesondere zu dem Ergebnis gelangt, dass die Gerichte im Einzelfall überfordert seien, die Vergleichsmiete festzustellen, dies müsse durch „objektive, empirische“ und repräsentative sozialwissenschaftliche Untersuchungen geschehen. So kam es im 2. Wohnraumkündigungsschutzgesetz im Jahr 1974 zur Einführung des Mietspiegels. Dass die Kontrolle von Mietsätzen bereits im 19. Jahrhundert in den Städten bedeutsam war, belegen beispielsweise in Berlin die „Revisions-Kommissionen zur Abschätzung des Miethswerthes der Wohnungen“.

## Aufbau und Inhalt des Mietspiegels

### Zu berücksichtigende Merkmale
Nach § 558 Abs. 2 BGB müssen verpflichtend die Merkmale „Art, Größe, Ausstattung, Beschaffenheit und Lage“ berücksichtigt werden. Je nach den örtlichen Gegebenheiten enthält ein Mietspiegel hierzu verschiedene Kategorien mit unterschiedlichen Ausprägungen, mit deren Hilfe die Eigenschaften einer Wohnung im Geltungsbereich des Mietspiegels beschrieben werden und die bei der Abschätzung des üblichen Mietzinses herangezogen werden können. Solche Kategorien und mögliche Ausprägungen sind beispielsweise:
- Wohnfläche in Quadratmetern
- Stadtbezirk, in dem sich die Wohnung befindet
- Lage des Hauses (Verkehrslärm, ÖPNV-Anbindung, öffentliche Infrastruktur, Bebauungsdichte, Umgebungsvegetation usw.)
- Baujahr des Hauses
- Qualität der Wohnungsausstattung (Ofen- oder Zentralheizung, Innen- oder Außentoilette, Parkettboden, schalldämmende Fenster)
- Zustand im Hinblick auf sparsamen Energieverbrauch (Wärmeschutzverglasung, Wärmedämmung)

Der Mietspiegel enthält Vorgaben, wie die verschiedenen Eigenschaften und Ausstattungsmerkmale einer Wohnung zu bewerten sind und sich somit auf den Mietzins einer vergleichbaren Wohnung auswirken. Es handelt sich um eine typisierende Aufstellung von Merkmalen und Mietpreisen. Für eine nach den vorgesehenen Kategorien eingruppierte Wohnung weist der Mietspiegel dann den durchschnittlichen Mietzins und die dem Mietspiegel zugrundeliegende Mietzinsspanne für eine so klassifizierte Wohnung aus. Ausgehend von einem konkreten Wohnungsangebot lässt sich dann bestimmen, ob der verlangte Mietzins ortsüblich und angemessen ist oder nicht. Als Anbieter einer Wohnung wiederum kann man den Mietspiegel dazu benutzen, um den ungefähren Mietzins abzuschätzen, zu dem man die anzubietende Wohnung vermutlich vermieten kann. Bei Streitigkeiten über ein Mieterhöhungsverlangen können beide Parteien den Mietspiegel dazu heranziehen, um die Richtigkeit der eigenen Position zu beweisen. Die im Mietspiegel enthaltenen Angaben gelten dabei im Rahmen einer gerichtlichen Auseinandersetzung als Beweismittel im Rang eines Parteigutachtens, das der freien Würdigung durch das Gericht unterliegt.
Doch kann nach § 558a ein Vermieter bei einer Mieterhöhung die ihn begrenzende Vergleichsmiete alternativ über eine unabhängige Mietdatenbank, mindestens drei vergleichbare Objekte oder ein Sachverständigengutachten begründen. Sollte für die Wohnung ein qualifizierter Mietspiegel vorliegen, muss allerdings auch im Falle einer alternativen Begründung der Mieterhöhung die aus dem Mietspiegel ergehende Vergleichsmiete mitgeteilt werden, wobei in der Vergangenheit die Gerichte im Falle einer Zustimmungsklage überwiegend von der Richtigkeit des qualifizierten Mietspiegels ausgingen.

### Spanneneinordnung
„Bei der Bezugnahme auf einen Mietspiegel, der Spannen enthält, reicht es aus, wenn die verlangte Miete innerhalb der Spanne liegt.“ (§ 558a Abs. 4, Satz 1 BGB)
„Im Streitfall muss die sog. Einzelvergleichsmiete durch Einordnung in die Spanne ermittelt werden.“ (Potsdamer Mietspiegel 2020)
Die in einem Mietspiegel angegebenen Spannen werden regelmäßig durch eine Hilfe zur Spanneneinordnung ergänzt. Dabei handelt es sich um einen Kriterienkatalog, nach dem eine Wohnung als besser oder schlechter als der Mittelwert beurteilt wird. Der höchste Spannenwert entspricht einer Wohnung, für die nur die positiven Merkmale zutreffen, und umgekehrt.
Es können bei einer Hilfe zur Spanneneinordnung Ausnahmen definiert werden, bei denen eine Abweichung von der ausgewiesenen Spanne möglich ist. Diese Hilfen zur Spanneneinordnung zählen nicht zum amtlichen Teil eines qualifizierten Mietspiegels und sind mit ihren möglichen Punkteschemata durchaus strittig. Zur Einordnung einer Wohnung kann deshalb auch die Einordnung zum Zeitpunkt des Mietabschlusses herangezogen werden.
Liegt eine Wohnung bei Vertragsabschluss in einem Verhältnis zum Mittelwert einer Spanne, so gibt die Veränderung des Mittelwertes die Veränderung der allgemeinen Mietpreisentwicklung wieder, es sei denn:
- Es wurde eine außergewöhnlich günstige Miete abgeschlossen, um einen Leerstand zu beenden.
- Es haben sich zwischenzeitlich die Kriterien der Spanneneinordnung grundlegend geändert und eine ehemals zeitgemäße Ausstattung ist zum aktuellen Zeitpunkt als unzeitgemäß zu betrachten.

Nach der Rechtsprechung ist es Sache eines Gerichtes darüber zu entscheiden, ob für die Spanneneinordnung ein Gutachten erforderlich ist oder die Spanneneinordnung durch Schätzung des Gerichts anhand eines Mietspiegels vorzunehmen ist. Als Parteienvortrag kann es die Fragestellungen definieren, die ein Gerichtsgutachten zu beantworten hat. Bei einem qualifizierten Mietspiegel muss ein Gutachten auf diesen Bezug nehmen.
Die Spanneneinordnung ist nicht beliebig. Ein Vermieter kann sich nicht ohne Nachweis auf den höchsten Wert berufen, weil auch dieser innerhalb der Spanne liegt. Ein solches Mieterhöhungsverlangen kann zwar formal korrekt sein – hat aber keine Aussicht auf Bestätigung vor Gericht.

### Ökologie im Mietspiegel
Um das Nutzer-Investor-Dilemma zu beseitigen, wird seit einigen Jahren in verschiedenen Kommunen versucht, energetische Merkmale bei der Einordnung der Nettomiete zu berücksichtigen. Dies ist nicht ganz unproblematisch, da ein Mietspiegel kein umweltpolitisches Instrument ist, sondern Marktbedingungen widerspiegeln soll.
Beispiele:
- Im Darmstädter Mietspiegel aus dem Jahr 2003 wurde eine so genannte wärmetechnische Beschaffenheit als Wohnungsmerkmal eingeführt, die eine genaue Bewertung des jeweiligen Gebäudes voraussetzte.
- In Bochum wurde 2008 ein Mietspiegel eingeführt, der nicht nur die unterschiedlichen Energieausweise der Energieeinsparverordnung, sondern auch Einzelmaßnahmen zur Energieeinsparung berücksichtigt.
- Der Berliner Mietspiegel 2009 berücksichtigt den Energieverbrauch aus Energieausweisen als Zu- oder Abschlag zur Miete.
- Der Mietspiegel der Stadt Regensburg 2010 lässt Zu- und Abschläge von +8 bis −7 % je nach erreichten Bedarfs-/oder Verbrauchswerten aus dem Energieausweis zu.[9]

## Einfache Mietspiegel
Bei dem einfachen Mietspiegel handelt es sich um eine Übersicht über die üblichen Mietentgelte in der Gemeinde oder in einer vergleichbaren Gemeinde, soweit die Übersicht von der Gemeinde oder von Interessenvertretern der Vermieter und der Mieter gemeinsam erstellt oder anerkannt worden ist (§ 558c BGB).

## Qualifizierter Mietspiegel
Um einen qualifizierten Mietspiegel nach § 558d BGB handelt es sich, wenn er nach wissenschaftlichen Grundsätzen alle zwei Jahre erarbeitet und von der Gemeinde oder von Interessenvertretern der Vermieter und der Mieter (zum Beispiel der örtliche Mieterverein) anerkannt wird. Ausnahmsweise darf er nach zwei Jahren mit Hilfe des Lebenshaltungskostenindex für Gesamtdeutschland auch angepasst werden, bevor nach insgesamt vier Jahren seine Neuerstellung zwingend ist. Bei einem qualifizierten Mietspiegel gilt die gesetzliche Vermutung, dass die darin genannten Mietpreisspannen die ortsübliche Vergleichsmiete wiedergeben. Diese Vermutung ist aber widerlegbar. Fraglich ist hier vor allem, ob die von § 558d BGB geforderten „anerkannten wissenschaftlichen Grundsätze“ zur Aufstellung von Mietspiegeln berücksichtigt wurden. Das Bundesministerium für Justiz und Verbraucherschutz hat am 28. Oktober 2021 die Mietspiegelverordnung erlassen (BGBl. I S. 4779), mit der diese Anforderungen konkretisiert werden.

## Rechtsnatur und Rechtsschutz gegen die Aufstellung von Mietspiegeln
Auch wenn er von der Gemeinde aufgestellt wird, ist der Mietspiegel nach der Rechtsprechung kein Verwaltungsakt. Auf dem Verwaltungsrechtsweg können betroffene Mieter oder Vermieter deshalb nicht gegen die Festsetzungen eines sogenannten einfachen Mietspiegels vorgehen. Sie können weder die Aufstellung eines Mietspiegels überhaupt noch eines Mietspiegels mit bestimmten Inhalten einklagen. Die Aufstellung des Mietspiegels ist also schlichtes Verwaltungshandeln. Nur für sogenannte qualifizierte Mietspiegel wird dies im juristischen Schrifttum teilweise anders gesehen, ohne dass sich dies bislang auf die Rechtsprechung ausgewirkt hat (vgl. unten).
Bislang gab es grundsätzlich keine rechtliche Pflicht zur Aufstellung eines Mietspiegels. Nach § 558c Abs. 4 BGB in der Fassung bis zum 30. Juni 2022 sollen Gemeinden jedoch Mietspiegel erstellen, wenn hierfür ein Bedürfnis besteht und dies mit einem vertretbaren Aufwand möglich ist. In der Praxis hatte dies jedoch wenig Auswirkungen. So gab es selbst unter den 80 Großstädten in Deutschland 13 Städte ohne Mietspiegel (Stand Dezember 2018). Diese Regelung wurde durch das Mietspiegelreformgesetz vom 10. August 2021 geändert. Ab dem 1. Juli 2022 besteht für alle Gemeinden mit mehr als 50.000 Einwohnern die Verpflichtung, einen Mietspiegel zu erstellen.

## Kritik
Bei der Berechnung eines Mietspiegels dürfen nur Wohnungen berücksichtigt werden, bei denen die Miete in den letzten sechs Jahren neu vereinbart oder geändert wurde. Dies folgt aus der Definition der ortsüblichen Vergleichsmiete (geregelt in § 558 Abs. 2 BGB). Die ortsübliche Vergleichsmiete ist also eine Mischung aus Neuvertragsmieten und Bestandsmieten, sofern bei letzteren eine Mieterhöhung vorgenommen wurde. Diese Berechnungsweise stellt einen Kompromiss zwischen den Interessen der Vermieter und der Mieter dar. In Märkten mit steigenden Mietpreisen wird hierdurch die ortsübliche Vergleichsmiete regelmäßig niedriger als der aktuelle Marktpreis festgesetzt. Durch diese Praxis liegen die tatsächlichen Mieten häufig niedriger als der Mietspiegel, welcher dadurch unter Umständen selbst zum Preistreiber wird.
Vermieter haben ein Interesse an hohen Mieten und damit nach einer Festlegung der ortsüblichen Vergleichsmiete, die möglichst nahe an der aktuellen Marktmiete liegt. Für Vermieter wäre daher ein kurzer Zeitraum und ein möglichst weitgehender Ausschluss von Bestandsmieten ideal. Mieter hingegen wünschen möglichst niedrige Mieten, daher wäre aus deren Sicht ein möglichst langer Berücksichtigungszeitraum bzw. ein weitgehender Ausschluss von Neuvertragsmieten optimal. Zum 1. Januar 2020 wurde der Betrachtungszeitraum von vier Jahren auf sechs Jahre verlängert. Mietverbände und seit 2019 auch die Stadt München fordern, dass eine zeitliche Beschränkung ganz abgeschafft wird, um die ortsübliche Vergleichsmiete gegenüber der aktuellen Marktmiete noch weiter zu senken. Interessensverbände der Wohnungswirtschaft lehnten hingegen bereits eine Verlängerung auf sechs Jahre ab.

## Rechtsprechung
In einigen Urteilen wurde Mietspiegeln die Einstufung als qualifizierter Mietspiegel aberkannt. Nach Auffassung der Deutsche Wohnen entspricht die Erstellung des Berliner Mietspiegels 2013 nicht den anerkannten wissenschaftlichen Grundsätzen. Sie hat gegen ein Urteil der 18. Kammer des Landgerichts Berlin, das den Mietspiegel als rechtmäßig anerkennt, Verfassungsbeschwerde beim Berliner Verfassungsgericht eingereicht. Der Verfassungsgerichtshof lehnte die Beschwerde ab. Im Gegensatz dazu berichtete im April 2019 der Tagesspiegel, dass die 63. Kammer des Landgerichts Berlin den Berliner Mietspiegel 2015 für rechtswidrig erklärt hat. Diesem fehle es an einer ausreichenden Schätzgrundlage. Geklagt hatte eine Tochtergesellschaft der Deutsche Wohnen. Grundsätzlich ist die gerichtliche Aberkennung der Eigenschaft als qualifizierter Mietspiegel eher selten. Bislang sind nur sechs Urteile bekannt.